# Jeerawat Wichain
Jeerawat Wichain (ur. 5 lipca 1988) – tajski zapaśnik walczący w obu stylach.
Brązowy medalista igrzysk Azji Południowo-Wschodniej w 2009. Piąty na mistrzostwach Azji w 2009; dziewiąty w 2007; jedenasty w 2008 roku.